# Chorherren vom Heiligen Grab

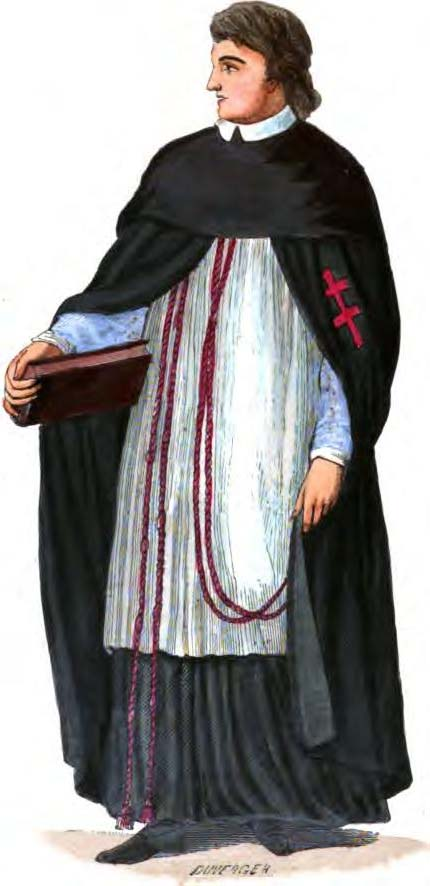
Kanoniker vom Heiligen Grab zu Jerusalem

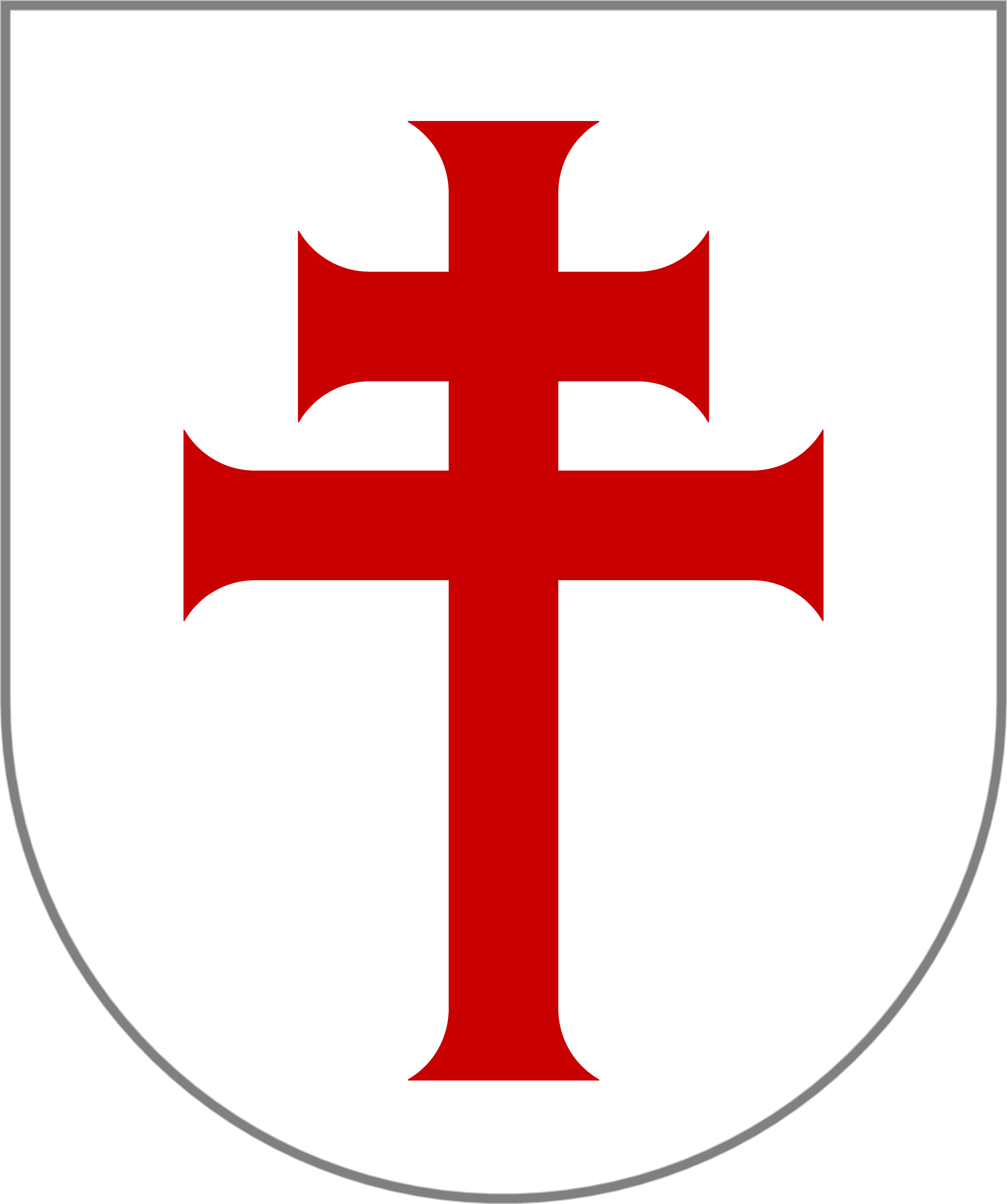
Rotes Doppelkreuz der Kanoniker

Die Chorherren vom Heiligen Grab (Fratres Cruciferorum Ordinis Canonicorum Regul. Custodum SS. Sepulchri Hierosolymitani cum duplici rubea Cruce), auch Kapitel vom Orden der Regulierten Kanoniker und Kanonissen des Heiligen Grabes zu Jerusalem, Sepulcriner und Kreuzherren mit dem doppelten roten Kreuz (vor allem in Schlesien) genannt, war ein Regularkanoniker-Orden der römisch-katholischen Kirche, der aus dem 1099 gegründeten Domkapitel des Patriarchates von Jerusalem unter Gottfried von Bouillon hervorging. Er wurde 1114 nach den Statuten des Chorherrenordens vom Heiligen Grab (1099) in Jerusalem begründet und bestand in Mitteleuropa von 1162 bis 1819. Sein weiblicher Zweig, die Chorfrauen vom Heiligen Grab, besteht bis heute fort.
Die Tätigkeit des Ordens konzentrierte sich im weltlichen Bereich auf die Krankenpflege, im geistlichen Bereich auf die Verehrung des Heiligen Kreuzes und des Grabes des Herren. Die Stiftspröpste wurden als „Meister“, nach 1547 als „General“ bzw. „Obermeister“ bezeichnet.

## Geschichte

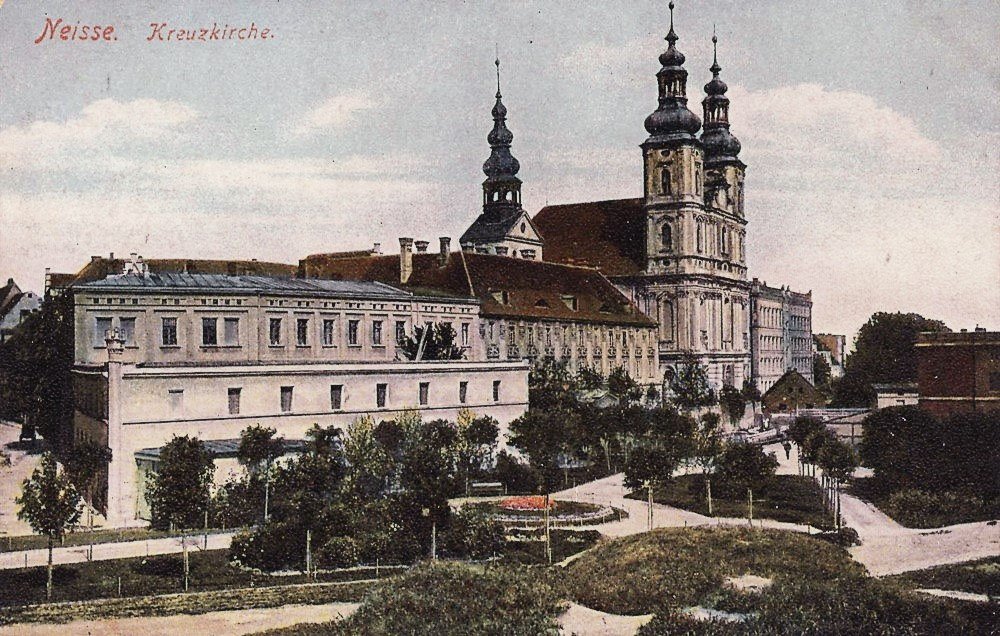
Blick auf die Kreuzkirche Neisse (1900/1910)

### Gründung des Ordens zur Zeit der Kreuzzüge
Nach dem Ersten Kreuzzug, der unter der Führung des Gottfried von Bouillon stattfand, organisierte der Patriarch Arnold (Arnulf) von Jerusalem (1099 sowie erneut 1112–1118), 1114 die Geistlichen Brüder „Fratres Cruciferi Dominici Sepulchri Hierosolymitani“ (Chorherren vom Heiligen Grab in Jerusalem) zu einem Orden. Diesem verlieh er die Regeln des hl. Augustinus. Der Orden führte in Jerusalem ein Hospiz, pflegte und versorgte Pilger auf deren Weg zum Heiligen Grab und leistete auch ritterlichen Beistand. Über der Helenakapelle wurde das Kloster der Chorherren errichtet, so dass die Grabeskirche nicht mehr wie bisher von Osten betreten werden konnte. Von Jerusalem aus erfolgte eine rasche Ausbreitung des Ordens im Hl. Land und in Syrien (bis 1291).

### Ausbreitung nach Süd- und Mitteleuropa
Gleichzeitig auch in Süditalien, Südfrankreich und Spanien. Seit 1291 befand sich das Haupthaus des Ordens in Perugia (San Luca). Von dort aus erfolgte die weitere Ausbreitung der Chorherren vom Hl. Grab in Europa. Der Herzog von Kleinpolen, Heinrich von Sandomir, und der Ritter Jaxa von Köpenick nahmen 1154 an einem Kreuzzug nach Jerusalem teil. Jaxa von Köpenick führte nach seiner Rückkehr 1163 den Orden der Chorherren vom Heiligen Grab zu Jerusalem in Kleinpolen ein, indem er ein Kloster in Miechów gründete, das zum Bistum Krakau gehörte und den Chorherren vom Hl. Grab unterstand.
Bereits vor dem Jahr 1128 stiftete der Jerusalemfahrer Bertold II. von Hohenberg, Graf von Lindenfels, das Chorherrenstift Denkendorf. Am 22. April 1142 übertrug dieser Stifter den Chorherren das Gut nach seinem Tod endgültig. Um 1130 stellte Papst Honorius II. die Propstei unter päpstlichen Schutz und sicherte ihr die freie Wahl des Propstes zu. König Konrad III. gewährte dem Stift 1139 das Recht, einen eigenen Vogt zu wählen und stellte es unter den Schutz des Königs. Dieser Schutz wurde von weiteren Herrschern bestätigt.

### Die Kreuzherren in Neisse
In einer der ersten Urkunden zu den Kreuzherren vom 11. Januar 1226 bestätigt Bischof Laurentius von Breslau die Schenkung des Walther, seines Vogtes zu Neisse, an die Kreuzherren zum Zweck der Errichtung eines Hospitalneubaus Bischof Laurentius von Breslau und dessen Vogt Walther gelten als Begründer dieses Hospitals Beatae Mariae Virginis, das seit seiner Fertigstellung 1231 der Oberaufsicht des Propstes Heinrich von Miechów unterstellt wurde. Erst 1239 führte der Breslauer Bischof Thomas I. die Chorherren vom Hl. Grab in einer Berufungsurkunde mit der Gründung einer Niederlassung in seiner Residenzstadt Neisse in Schlesien ein. Bischof Thomas I. ist somit als Stifter der Neisser Kreuzherrenpropstei anzusehen, in dem er die regulierten Chorherren (Kreuzherren) 1239 aus Miechów an das neu erbaute Marienhospital nach Neisse berief. Hier erbauten die Chorherren auch die Kirche St. Mariae in rosis und das Kloster St. Peter und Paul (Neisse). Auf Veranlassung des Herzog Bolko I. von Schweidnitz erhielten die Kreuzherren 1296 das Hospital in Reichenbach, das mit Zustimmung des Bischofs Heinrich von Würben der Neisser Propstei unterstellt wurde. Um 1302 erfolgte die Gründung eines Kreuzherren-Hospitals in Ratibor. 1319 stiftete Erbvogt Ritter Johannes Secklin eine Propstei mit einem Hospital in Frankenstein, das erst während der Regierungszeit des Herzogs Nikolaus von Münsterberg bestätigt wurde. Ein weiteres Hospital bestand in Glogau.
1335 oder später unterwarf sich der Meister-Konvent von Miechów dem Prager Kloster Zderaz. Ebenso die schlesischen Propsteien Frankenstein, Reichenbach, Ratibor und Glogau, deren Herzöge schon vorher ihre Herzogtümer als ein Lehen an die Krone Böhmen übergeben haben, was 1335 mit dem Vertrag von Trentschin bestätigt wurde. Die Zugehörigkeit dieser Propsteien, die zum Bistum Breslau gehörten, wurde 1357 von Bischof Preczlaw von Pogarell bestätigt. Papst Innozenz VIII. übertrug im Jahr 1435 das Kloster Zderaz, das 1420 von den Hussiten zerstört worden war, dem Johanniter-Orden. Im Jahre 1500 wurde es dem Kreuzherren-Propst von Neisse, Propst Johannes VII. Unglaube, unterstellt. Kirche und Kloster der Kreuzherren in Neisse waren 1428 ebenfalls von den Hussiten eingeäschert worden.
Die neue Klosteranlage in Neisse wurde 1434 innerhalb der Stadtmauern am Salzring unter ihrem Propst Johann Gruß (Greutz) neu errichtet und die Kirche wiederum St. Mariae in rosis geweiht. Hohe Verdienste um die Unabhängigkeit erwarb sich Propst Johannes Unglaube, Meister am Kreuzstift von 1485 bis 1500, der eine geplante Übernahme durch den Johanniterorden verhindern konnte. Hierzu stellte Papst Innozenz VIII. (1484–1492) auf Betreiben des Johanniterordens am 28. März 1489 eine Bulle aus, mit der sich der Chorherrenorden auflösen und in den Johanniterorden überführt werden sollte. Die Eigenständigkeit der Kreuzherren wurde aber auf Bitten des Kaisers Maximilian und des Herzogs Eberhard von Württemberg beibehalten und 1499 mit einer Bulle des Papstes Alexander VI. bestätigt. Die Einführung der Reformation in England und weiteren Ländern des nördlichen Europas brachte den Chorherren vom Hl. Grab große Verluste an Ordensmitgliedern und Klöstern. Der Orden bestand in Spanien, den Niederlanden, Schlesien, Böhmen und Polen fort. Die Propstei zu Neisse des schlesischen Kreuzherrenordens mit dem doppelten roten Kreuz war seit dem 15. Jahrhundert bis zur Aufhebung im Jahre 1810 ununterbrochen Sitz des Ordensgenerales und Hauptsitz (caput ordinis) der Kreuzherren vom Orden der regulierten Chorherren und Wächter des Hl. Grabes zu Jerusalem mit dem doppelten roten Kreuz für Schlesien, Böhmen und Mähren. 1547 ernannte Papst Leo X. den Neisser Propst zum Generalvikar des Chorherrenordens vom Hl. Grab in Böhmen, Mähren und Schlesien. Dadurch unterstand auch das Kloster Zderaz wieder dem Orden vom Hl. Grab.
Die Chorherren vom Hl. Grab blühten nach dem Dreißigjährigen Krieg in der Barockzeit in bescheidenem Umfang wieder auf. Nach dem Übergang Schlesiens an Preußen nach dem Ersten Schlesischen Krieg 1742 konnte der Orden in Schlesien zunächst seine Aufgabe fortführen. Die Säkularisation brachte den Untergang des Ordens. Durch die Folgen der Französischen Revolution und die Napoleonischen Kriege bedingt, verschwand der Orden in Spanien, den Niederlanden und im westlichen Deutschland. Das Neisser Kloster wurde 1810 aufgelöst, das Hauptkloster Miechów 1819. Der letzte Ordensgeneral und Weihbischof von Krakau (1816–1830) Tomasz Nowina-Nowiński (1746–1830) starb am 4. Januar 1830 in Miechów. Unter anderem oblag ihm das Recht den Verdienstorden der Chorherren (Orden von Miechów)  in zwei Klassen zu verleihen. Damit war der männliche Zweig des Ordens vom Hl. Grab in Polen, Böhmen, Mähren und Schlesien, erloschen. Das endgültige Ende fand der männliche Zweig erst 1835 mit Säkularisation in Spanien und Portugal, spätere Restaurationsversuche blieben erfolglos.

## Neuzeit
Der weibliche Zweig des Ordens, die Chorfrauen vom Heiligen Grab, besteht seit 1480 bis heute unter der Ordensbezeichnung Sepulchrinerinnen weiter. Es gibt weltweit nur noch wenige Klöster dieses Ordens – in Spanien, in Belgien, den Niederlanden, der Demokratischen Republik Kongo und Brasilien.

## Liste der ehemaligen Pröpste und Generalmeister zu Neisse
- Theodoricus bis 1240
- Henricus de Hozenploz bis 1281
- Hugo bis 1296
- Lambertus bis 1316
- Jakobus bis 1332
- Bernardus
- Ihnlo
- Uegidius
- Johannes von Reichenbach bis 1382
- Petrus Glaffendorf bis 1397
- Johannes Schwob bis 1399
- Johannes Guttmann bis 1413
- Mathias Willusch bis 1418
- Johannes Gerweck bis 1428
- Johannes Greüz
- Johannes Zierler
- Johannes Grundt bis 1453
- Marcus Krauspenhaar bis 1472
- Antonius Schwammelwiz bis 1485
- Johannes Unglaube bis 1500
- Stanislaus bis 1500
- Andreas Thiele bis 1523
- Andreas Neumann bis 1542
- Petrus Bierner bis 1551
- Gregorius Fruhmann bis 1562
- Laurentius Grimm bis 1573
- Mathaeus Adam bis 1591
- Martinus Lagus bis 1615
- David Jüngling bis 1618
- Daniel Michael bis 1622
- Joannes Reimann bis 1633
- Paulus Hancke bis 1638
- Mathias Stefan Bosonah bis 1644
- Franz Farusius de Massa Libia bis 1655
- Franz Carl Rentwig bis 1667
- Georg Franz Richter bis 1680 (resigniert)
- Joannes Georgius Conrad bis 1690
- Joannes Ferdinand Bistorius bis 1699
- Urban Casper Stenzel bis 1720
- Michael Josef Karger bis 1726
- Gottfried Bernhard Langer bis 1728
- Elias Klose bis 1751
- Valentinus Dismas Jacobides bis 1752
- Anton Octavian Graf von Nayhauß bis 1778
- Johannes Nep. Czucher bis 1805
- Jacobus Franziscus Martini bis 1811

## Niederlassungen im Bistum Breslau
- Neisse: Um 1239 wurde das Kloster St. Peter und Paul mit dem Hospital der Heiligen Jungfrau Maria gegründet.
- Frankenstein: St.-Georgs-Hospital mit einer Kapelle,[14] errichtet 1319 als Stiftung des Erbvogts Ritter Johannes Secklin. Nach der Säkularisation wurde es Städtisches Krankenhaus.
- Glogau: 1318 ist ein Hospital mit einer Kirche im Südosten vor der Stadt belegt; 1488 brannte es nieder.
- Ratibor: Hospital St. Paul gegründet um 1295[15]
- Reichenbach: Propstei mit Hospital und der Kirche St. Barbara erbaut 1296. In den 1570er Jahren wurde der Propst evangelisch. 1660 wurde die Propstei wieder eingerichtet.

## Sonstige Niederlassungen
- Heilig-Grab-Kloster St. Leonhard zu Aachen[16][17]
- Heilig-Grab-Propstei Denkendorf

- Heiliggrabpropstei Droyßig mit ehem. Hospital des Tempelhofes zu Droyßig[18]
- Heiliges Grab zu Speyer
- Allerheiligenhospital, Worms

## Heilige und Selige
- Seliger Andreas von Antiochia (1268–1360)